# Берушко, Мария
Мария Апаресида Беру́шко (Беруски, порт. Maria Aparecida Beruski; 1959 — † 4 апреля 1986) — школьная учительница украинского происхождения, спасшая своих учеников во время пожара в бразильской школе. Она может стать первой православной святой в Латинской Америке.

## Жизнь и гибель
Родилась в 1959 году в Жуакин-Таворе (штат Парана) в Бразилии.
Во время пожара в школе 4 апреля 1986 года, вызванного взрывом газового баллона, Мария отказалась самостоятельно покидать помещение, а осталась внутри и помогала учащимся бежать (возгорание случилось у двери и она была заблокирована, так что пришлось выбираться через окно). Она успела спасти 5 детей, ещё 8 погибли вместе с ней.
Поскольку катастрофа оказала серьезное воздействие на регион, местные жители начали молиться за жертв и просить их о заступничестве, тем самым создавая культ Марии Берушко как народной святой.
В 2007 году Синод Украинской Православной Церкви в Латинской Америке начал процесс беатификации Марии.
Епископ Иеремия (Ференс) сообщил, что его епархия собрала несколько рассказов о чудесах в агиографии, и планировала продолжить процесс прославления её вместе с восемью погибшими с ней детьми, которые умерли вместе с ней, что сделало бы её первой официально прославленной латиноамериканской православной святой, память о которой будет почитаться 4 апреля.
В бразильском городе Куритиба есть улица, названная в честь Марии Берушко (rua Maria Aparecida Beruski).